# ビスティ
株式会社ビスティ（英: Bisty Co., Ltd.）は、パチンコ機・パチスロ機の開発・製造を主な事業とする日本の企画開発・製造会社。三共（SANKYO）のグループ企業。

## 概要
設立当初はSANKYOが発売した台と似たような台を出すことが多かったが、フィーバールーセントDIのヒット以降SANKYOとは違う路線を歩み始めるようになる。その過程で、ダイドー独自枠（現在は再びSANKYOと共通化だが、一部機種では独自の筐体になっている。なお、システム面は同じである。）や液晶を2台搭載した機種などを発売した。一方でCR機への参入は2000年と遅かった。
1999年からはパチスロ機の製造も行い、SANKYOのパチンコ機のキャラクターを使用したパチスロ機 (フィーバーゴーストなど)も発売された。その後、フィールズと提携を行なうことにより数々のタイアップ機を生み出した。2004年の新基準機移行の後はその傾向がより顕著になり、タイアップのない機種は『ビーチクラブ』（2007年、パチスロ）1機種だけである。
かつてはSANKYO同様にデジパチの機種名に「フィーバー」の冠が付いていたが、ビスティになってからはほとんどの機種に「フィーバー」が付かなくなった（フィーバー夏祭りなど、一部パチスロにも「フィーバー」の冠が付いている）。なお新基準機で「フィーバー」の冠がついているのはパチスロ「フィーバーロードオブザリングG」「パチスロフィーバークィーンⅡ」だけである。

## 沿革
- 1983年3月 - 「株式会社大同（ダイドー）」として設立。のち三共（SANKYO）の関連会社となり、同社から自社開発・製造のパチンコ台を販売。
- 1999年10月 - SANKYOグループ初のパチスロ機、迷Q (メイクエ)を製造・発売しパチスロ市場に参入。
- 2003年11月 - 株式会社フィールズと企画・販売提携。
- 2004年1月 - 「株式会社ビスティ」に社名を変更。

## パチンコ機種一覧

### 旧要件機（主要機種）
- 1989年 - アルファローズ （一発台）
- 1991年 - サンダードラゴンD1（羽根モノ）
- 1994年 - フィーバールーセントDI
- 1995年 - トリプルランドD （一般電役）
- 1996年 - ミサイル7-7-6D （普通機）
- 1998年 - フィーバーパンチアウトDX
- 1999年 - フィーバーアジャ・コング
- 2000年 - CRフィーバーペンタ（初のCR機）
- 2001年 - CRゴーゴーアッコちゃん
- 2002年 - CRフィーバー競馬王（業界初の2枚液晶搭載）
- 2003年 - CRフィーバー鉄戦騎
- 2004年 - CRフィーバーツインズ（ビスティに社名変更後初の機種）

### 2004年改正規則準拠機
| 機種名                                       | 発売年月   | 備考                                                        |
| -------------------------------------------- | ---------- | ----------------------------------------------------------- |
| CR新世紀エヴァンゲリオン                     | 2004年12月 | 初の新要件機                                                |
| CR華原朋美とみなしごハッチ                   | 2005年1月  |                                                             |
| CR大魔神                                     | 2005年5月  |                                                             |
| CR飯島直子のカジノビスティ                   | 2005年6月  |                                                             |
| CRマリリン・モンロー                         | 2005年10月 |                                                             |
| CR明日があるさ よしもとワールド              | 2005年12月 |                                                             |
| CR新世紀エヴァンゲリオン・セカンドインパクト | 2006年2月  | 2008年5月に甘デジ版発売                                     |
| CR真・三國無双                               | 2006年5月  |                                                             |
| CR男一匹ガキ大将                             | 2006年7月  |                                                             |
| CR松浦亜弥                                   | 2006年8月  |                                                             |
| CRWink                                       | 2006年9月  | 初の甘デジスペック発売                                      |
| CR新世紀エヴァンゲリオン 〜奇跡の価値は〜    | 2007年2月  |                                                             |
| CRルーニー・テューンズBIA                    | 2007年5月  |                                                             |
| CRマスク・オブ・ゾロ                         | 2007年10月 |                                                             |
| CRAフィリックス・ザ・キャット                | 2007年11月 | 直撃大当たり搭載の羽根モノタイプ                            |
| CRトゥームレイダー                           | 2007年11月 |                                                             |
| CR新世紀エヴァンゲリオン 〜使徒、再び〜      | 2008年1月  | EVA専用枠第1弾                                              |
| CRAモーニング娘。                            | 2008年7月  | 直撃大当たり搭載の羽根モノタイプ                            |
| CR七人の侍                                   | 2008年8月  | JJサニー千葉・永瀬正敏らが出演                              |
| CRキング・コング                             | 2008年11月 | 2005年作の映画がベース                                      |
| CRミスティックブルー                         | 2008年12月 | 液晶演出に吉岡美穂を起用                                    |
| CR新世紀エヴァンゲリオン 〜最後のシ者〜      | 2009年4月  | EVA専用枠第2弾、                                            |
| CR料理の鉄人                                 | 2009年10月 |                                                             |
| CR GTO                                       | 2010年1月  |                                                             |
| CR清水の次郎長 -命の絆-                      | 2010年3月  | テレビドラマ「ジロチョー 清水の次郎長維新伝」とのタイアップ |
| CRヱヴァンゲリヲン 〜始まりの福音〜          | 2010年6月  |                                                             |
| CRカンフーパンダ 〜龍の騎士〜                | 2011年2月  |                                                             |
| CR浜崎あゆみ物語 -序章-                      | 2011年7月  |                                                             |
| CRヱヴァンゲリヲン7                          | 2012年1月  |                                                             |
| CR戦国BASARA3 関ヶ原の戦い                   | 2012年7月  |                                                             |
| CR蒼天航路                                   | 2013年5月  |                                                             |
| CRヱヴァンゲリヲン8                          | 2013年7月  | 新EVA専用枠「BATTLE OF EHRE」採用、シリーズ初の8個保留      |
| CR鉄拳                                       | 2013年11月 |                                                             |
| CR ayumi hamasaki 2                          | 2014年10月 |                                                             |
| CRヱヴァンゲリヲン9                          | 2014年12月 | シリーズ初のST機                                            |
| CR機動戦艦ナデシコ                           | 2015年7月  | 三共「CRF機動戦艦ナデシコ」の後継機                         |
| CRヱヴァンゲリヲン10                         | 2015年9月  | 同社においてFortune枠初採用、一部のスペックでは三共製       |

### 2016年内規準拠機
| 機種名                                               | 発売年月   | 備考                         |
| ---------------------------------------------------- | ---------- | ---------------------------- |
| CR鉄拳2                                              | 2016年9月  | 三共製                       |
| CRヱヴァンゲリヲン 〜いま、目覚めの時〜              | 2016年12月 | 三共製                       |
| CRヱヴァンゲリヲン 〜響き合う心〜                    | 2017年10月 | 新EVA専用筐体「咆哮」初採用  |
| CRコードギアス 反逆のルルーシュ ～エンペラーロード～ | 2018年2月  |                              |
| CRどらむ☆ヱヴァンゲリヲンPINK                        | 2018年8月  | シリーズ初のドラム機、咆哮枠 |

### 2018年改正規則準拠機
| 機種名                                                           | 発売年月   | 備考                                                  |
| ---------------------------------------------------------------- | ---------- | ----------------------------------------------------- |
| モードぱちんこ コードギアス 反逆のルルーシュ～お気楽バージョン～ | 2018年10月 | 6段階設定                                             |
| モードぱちんこ どらむ☆ヱヴァンゲリヲンGOLD                       | 2019年1月  | 6段階設定                                             |
| Pヱヴァンゲリヲン ～超暴走～                                     | 2019年3月  | 設定非搭載と6段階設定付きの2スペック                  |
| モードぱちんこ ヱヴァンゲリヲン ～超覚醒～                       | 2019年3月  | 6段階設定                                             |
| P鉄拳 極                                                         | 2019年8月  | SANKYO製                                              |
| P新世紀エヴァンゲリオン ～シト、新生～                           | 2019年12月 | 専用筐体「インパクトストーム」採用                    |
| P新世紀エヴァンゲリオン 決戦～深紅～                             | 2020年10月 | 遊タイム搭載、インパクトストーム枠                    |
| Pコードギアス 反逆のルルーシュ                                   | 2021年1月  | 同社新枠ビスティネオステラ枠                          |
| P宇宙戦艦ヤマト2202 愛の戦士たち                                 | 2021年7月  |                                                       |
| P新世紀エヴァンゲリオン ～未来への咆哮～                         | 2021年12月 | 新筐体「BIG INPACT」初採用                            |
| P宇宙戦艦ヤマト2202 ONLY ONE                                     | 2022年7月  |                                                       |
| Pゴジラ対エヴァンゲリオン ～G細胞覚醒～                          | 2022年12月 |                                                       |
| Pコードギアス 反逆のルルーシュ Rebellion to Re;surrection        | 2023年5月  |                                                       |
| ぱちんこシン・エヴァンゲリオン Typeレイ                          | 2023年12月 |                                                       |
| スマパチシン・エヴァンゲリオン Typeカヲル                        | 2023年12月 | ジェイビー製、スマパチ専用新筐体「eフリーダム」初採用 |
| スマパチシン・エヴァンゲリオン Typeゲンドウ                      | 2024年3月  | ジェイビー製                                          |
| P宇宙戦艦ヤマト2202 超波動                                       | 2024年10月 |                                                       |
| Pゴジラ対エヴァンゲリオン セカンドインパクトG                    | 2024年12月 |                                                       |
| eゴジラ対エヴァンゲリオン セカンドインパクトG 破壊神覚醒         | 2024年12月 | スマパチ、ラッキートリガー搭載                        |
| e東京喰種                                                        | 2025年4月  | スマパチ、ジェイビー製                                |

## パチスロ機種一覧

### 4号機（主要機種）
- 1999年 - 迷Q
- 2000年 - シムケンG
- 2001年 - トップガン（初の液晶搭載機）
- 2002年 - フィーバーキングII
- 2003年 - フィーバークィーンI、ギガフィーバー（ストップボタン付きの演出用4thリール搭載）、ドンドンキング2
- 2004年 - フィーバー夏祭り（ビスティに社名変更後初の機種）
- 2006年 - トゥームレイダー

### 5号機
| 機種名                                      | 発売年月   | 備考                                                           |
| ------------------------------------------- | ---------- | -------------------------------------------------------------- |
| 新世紀エヴァンゲリオン                      | 2005年9月  | 5号機 (パチスロ)の業界第1号                                    |
| フィーバーロード・オブ・ザ・リング          | 2006年6月  | 全面液晶機                                                     |
| GTO                                         | 2007年3月  | 全面液晶機                                                     |
| 名探偵ホームズ                              | 2007年4月  | 全面液晶機                                                     |
| モーニング娘。                              | 2007年6月  |                                                                |
| 新世紀エヴァンゲリオン 〜まごころを、君に〜 | 2007年7月  |                                                                |
| ビーチクラブ                                | 2007年11月 |                                                                |
| 新世紀エヴァンゲリオン 〜約束の時〜         | 2008年9月  |                                                                |
| キング・コング                              | 2009年1月  |                                                                |
| サタデーナイトフィーバー                    | 2009年6月  |                                                                |
| 新世紀エヴァンゲリオン 〜魂の軌跡〜         | 2010年3月  |                                                                |
| アベノ橋魔法☆商店街                         | 2010年8月  |                                                                |
| モバスロ ヱヴァンゲリヲン 〜真実の翼〜      | 2011年3月  |                                                                |
| サムライ7                                   | 2011年5月  |                                                                |
| ヱヴァンゲリヲン 〜生命の鼓動〜             | 2012年2月  |                                                                |
| GTO〜Limit Break〜                          | 2012年6月  |                                                                |
| 夜王                                        | 2012年8月  |                                                                |
| パチスロ「EVANGELION」                      | 2013年2月  | ART搭載機                                                      |
| ウルトラマンウォーズ                        | 2013年10月 |                                                                |
| 機動戦士ガンダム                            | 2014年1月  |                                                                |
| ヱヴァンゲリヲン 〜決意の刻〜               | 2014年2月  |                                                                |
| ヱヴァンゲリヲン 〜希望の槍〜               | 2015年6月  | 2014年改正型式試験方式適合機。シリーズ初のART搭載機。A+ART機。 |

### 5.5号機・5.9号機
| 機種名                                         | 発売年月   | 備考                  |
| ---------------------------------------------- | ---------- | --------------------- |
| ヱヴァンゲリヲン 〜魂を継ぐもの〜              | 2015年12月 |                       |
| パチスロ機動戦士ガンダム 覚醒 -Chained battle- | 2016年1月  |                       |
| ヱヴァンゲリヲン 勝利への願い                  | 2017年2月  | ART機                 |
| パチスロ機動戦士Ζガンダム                      | 2017年4月  |                       |
| EVANGELION 30φMODEL                            | 2018年1月  | 5.9号機               |
| 新世紀エヴァンゲリオン 〜まごころを、君に〜2   | 2018年2月  | 5.9号機、ジェイビー製 |
| パチスロフィーバークイーンII                   | 2019年1月  | 5.9号機               |
| 新世紀エヴァンゲリオン 暴走400                 | 2019年4月  | 5.9号機、ジェイビー製 |

### 6号機以降
| 機種名                                       | 発売年月   | 備考                                       |
| -------------------------------------------- | ---------- | ------------------------------------------ |
| パチスロヱヴァンゲリヲンAT777                | 2019年2月  |                                            |
| カードバトルパチスロ ガンダム クロスオーバー | 2019年10月 |                                            |
| ヱヴァンゲリヲンフェスティバル               | 2020年3月  |                                            |
| シャア専用パチスロ 逆襲の赤い彗星            | 2020年8月  |                                            |
| パチスロ アイドルマスター ミリオンライブ!    | 2021年3月  | 6.1号機。型式試験対策専用設定搭載(設定2)。 |
| S新世紀エヴァンゲリオン 魂の共鳴             | 2022年1月  | 6.2号機、ジェイビー製、「設定L」搭載       |
| パチスロ機動戦士ガンダムユニコーン           | 2023年3月  | 6.5号機、SANKYO製、「設定L」搭載           |
| Lエヴァンゲリオン ～未来への創造～           | 2023年10月 | 同社初のスマスロ、「設定L」搭載            |
| Lゴジラvsエヴァンゲリオン                    | 2024年2月  | スマスロ、ジェイビー製、「設定L」搭載      |
| Lパチスロ シン・エヴァンゲリオン             | 2025年1月  | スマスロ                                   |
| Lパチスロ機動戦士ガンダムSEED                | 2025年5月  | スマスロ                                   |
| LBパチスロ ヱヴァンゲリヲン～約束の扉～      | 2025年7月  | スマスロ、SANKYO製、ボーナストリガー搭載   |